# On ets, mama?
On ets, mama? o Momo és una pel·lícula francobelga de 2017 dirigida per Sébastien Thiéry i Vincent Lobelle. S'ha doblat i subtitulat al català central; també s'ha doblat al valencià per a À Punt.

## Repartiment
- Christian Clavier: André Prioux
- Catherine Frot: Laurence Prioux
- Sébastien Thiéry: Patrick
- Pascale Arbillot: Sarah, dona d'en Patrick
- Hervé Pierre: Jean-François, el metge
- Bruno Georis: el veterinari
- Jeanne Rosa: la policière
- Claudine Vincent: Jacqueline Paparopoulos
- Albert Jeunehomme: el veí
- Marie Colapietro: la cambrera
- Benoît Tachoires: el responsable de seguretat del supermercat
- Eric Larcin: el client del supermercat
- Charles Campignion